# 関口慎吾
関口 慎吾（せきぐち しんご、1918年2月25日 - 1945年2月18日）は、日本の将棋棋士。斎藤銀次郎八段門下、六段（贈七段）。

## 経歴
東京府東京市下谷区（現在の東京都台東区下谷）出身。
当時相撲の双葉山と並んで称された木村義雄に憧れ、将棋棋士を目指して斎藤銀次郎に入門。
升田幸三、大山康晴らと並んで称されたが、太平洋戦争時に「生きて帰れぬニューギニア」といわれたニューギニア島に衛生兵として出兵し、イドレで「マラリア兼戦争栄養失調」で亡くなった。墓は東京都台東区の静蓮寺に存在する。

## エピソード
2017年に昭和史研究者の保阪正康が関口について「生きて帰っていれば将棋界を変えた天才」であったと紹介した一文が毎日新聞に掲載され、2018年から2019年にかけて『将棋世界』誌で戦史研究家の渡辺大助による関口の評伝が連載された。
横浜冷凍代表取締役会長の吉川俊雄は関口の甥に当たる。